# Extra Ecclesiam nulla salus

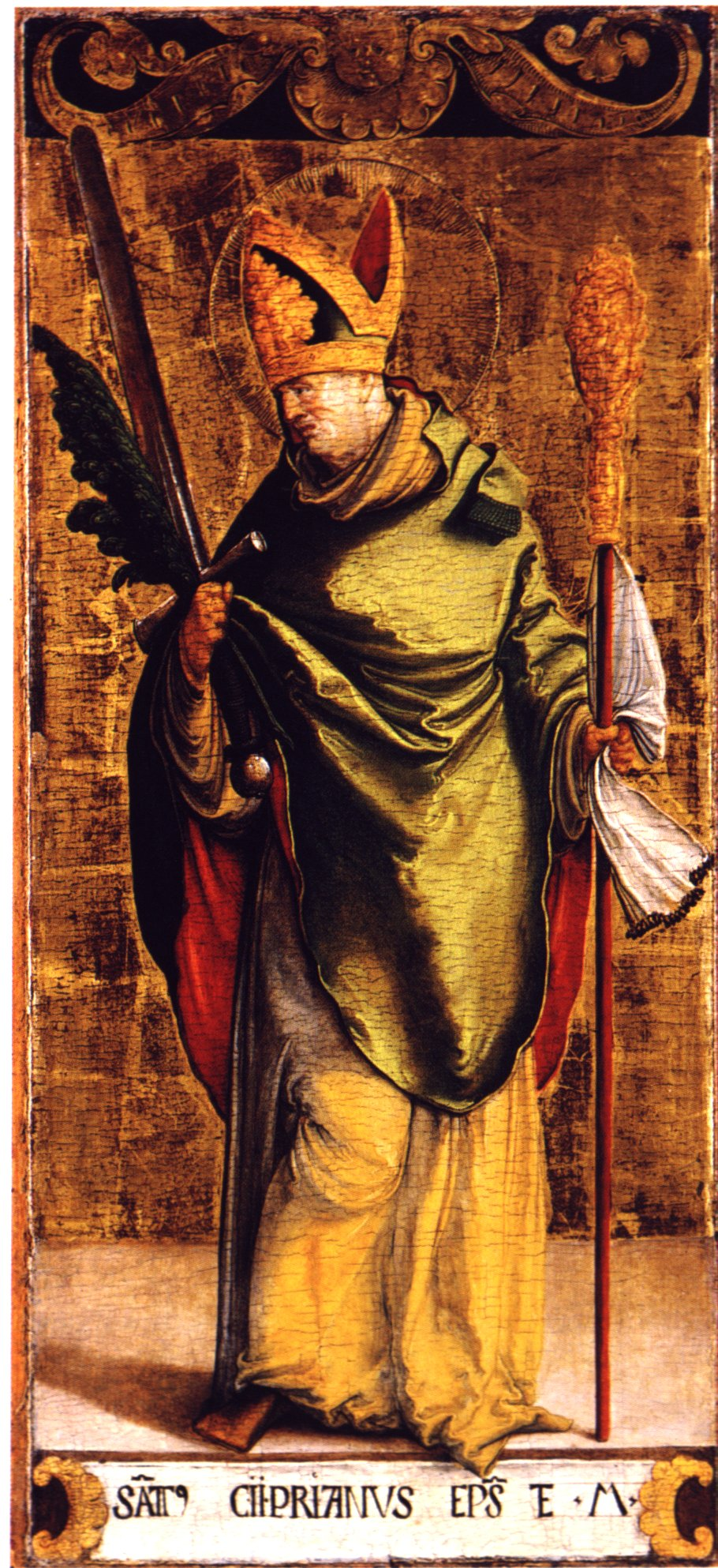
Szent Ciprián, akitől az elnevezés származik.

Az extra Ecclesiam nulla salus katolikus keresztény dogma, jelentése: az egyházon kívül nincsen üdvösség. A dogmát számos katolikus és keleti orthodox egyházatya és egyházdoktor (korai és későbbi egyaránt) vallotta; korokon átívelő pápai bullák és zsinati határozatok is megerősítették.

## Az elnevezés eredete
Az eredeti szólás, Salus extra ecclesiam non est Karthágói Szent Cipriántól származik. A 200-as években vitát váltott ki, hogy akit eretnek keresztelt meg, újra kell-e őt keresztelni. Szent Ciprián álláspontja, hogy az egyházon kívül nincsen üdvösség, mivel a megszentelő kegyelem csakis a katolikus egyházban van jelen, ezért újra kell keresztelni. Ezen álláspontot az akkori pápa, I. István tévesnek ítélte (amennyiben valaki az érvényes formulát használva keresztel, a keresztség a szentség erejétől – ex opere operato – érvényes, függetlenül hogy az illető katolikus-e vagy más vallású) de a kifejezés megmaradt, általános jelentésben kezdék vala használni. 

## Egyházatyák és egyháztanítók
- Szent Iréneusz (✝202)[2]

"[Az egyház] az élet kapuja; az összes többiek tolvajok és rablók. Ezt figyelembevevén kerülnünk kell őket. Azt halljuk a hitetlenek és az e világtól elvakítottak felől, hogy nem lesz örökrészük az eljövendő világban. Álljunk ellent az egyedüli igaz és életadó hit nevében, melyet az egyház kapott az apostoloktól és továbbadott fiainak."
- Órigenész (✝ 254)

"Senkinek ne legyenek kétségei: Ezen a házon, vagyis az egyházon kívül senki sem üdvözül."
- Lactantius (✝310)

"Egyedül a katolikus egyház tartja fenn az igaz imádást. Ez az igazság forrása, a hit lakóhelye, az Isten temploma; amelybe ha valaki nem lép be, vagy ha kilép belőle, akkor az örök élet és a megváltás idegen marad számára."
- Jeruzsálemi Szent Cirill (✝386)

"Vesd meg az összes eretneket... ne hallgass a szép szavukra, ne tévesszen meg a hamis alázatuk; mert ők 'kígyók, viperák fajzata'. Emlékezzél, amikor Júdás azt mondta: 'Üdvözlégy, Rabbi!' az üdvözlése árulás volt. Ne tévesszen meg a csók, de ügyelj a méregre. Vesd meg ezért ezen embereket, és kerüld a Szentlélek gyalázóit, akik számára nincsen bocsánat. Vajon miféle közösségünk lehet azokkal, kiknek nincsen remény. Mondjuk magabiztosan Istennek az eretnekekről szólván, 'Ne gyűlöljem, Uram, aki téged gyűlöl? Ne irtózzam azoktól, akik ellened lázadnak?' Mert van olyan ellenségeskedés, ami dicséretre méltó, amint írva vagyon: 'Ellenkezést vetek közéd és az asszony közé, a te ivadékod és az ő ivadéka közé.' "
- Szent Jeromos (✝420)

"Mivel nem követek más vezetőt Jézuson kívül, ezért nem kommunikálok mással, mint Őszentségével, vagyis Szent Péter székével. Emiatt tudom, hogy ez a szikla, melyre az egyház épült(...)ez Noé bárkája, és aki nem találtatik benne, az elvész amikor az Özönvíz diadalmaskodik. Ami az eretnekeket illeti, soha nem szántam meg őket; ellenkezőleg, gondoskodtam róla hogy az egyház ellenségei az én ellenségeim is legyenek."
- Szent Ágoston (✝430)

"Senki sem találhat üdvözülést, kivéve a katolikus egyházban. Az egyházon kívül mindent találhatsz, kivéve üdvözülést. Lehetsz becsületes, magadhoz veheted a szentségeket, énekelheted az alleluját, felelhetsz ámennel, lehet hited az Atyának Fiúnak és Szentléleknek nevében és prédikálhatod is, de sosem találhatsz üdvözülést, kivéve a katolikus egyházban."
- Szent Fulgentius (✝533)

"Legszilárdabban hidd és sose kételkedd, hogy nemcsak a pogányok, hanem az összes zsidó, az összes eretnek és az összes szakadár akik életüket az egyházon kívül fejezik be, az örök tűzre fognak kerülni, melyet az ördögnek és angyalainak készítettek."
- Aquinói Szent Tamás (✝1275)

"Nincsen üdvösségre jutás az egyházon kívül, csakúgy mint az özönvíz idejében senki sem volt az egyházat jelentő bárkán kívül."
- Canisius Szent Péter (✝1597)

"E közösségen – miként a bárkán kívül – egyáltalán nincs megváltás a halandók számára: sem a zsidóknak vagy pogányoknak akik soha nem részesültek a hitben, sem az eretnekeknek, akik részesülvén benne megrontották azt; sem a kiközösítetteknek vagy azoknak aki bármi egyéb komoly oknál fogva megérdemlik, hogy káros elemként elűzzék őket, leválasztva az egyház testéről(...) mert Ciprián és Ágoston szabálya bizonyos: akinek nem anyja az egyház, annak nem atyja Isten."
- Bellarmin Szent Róbert (✝1621)

"Az egyházon kívül nincsen megváltás (...) ezért e jelben (az apostoli hitvallás) jövünk együvé az egyházzal a bűnök bocsánatára: 'Hiszem a katolikus anyaszentegyházat, a szentek közösségét, a bűnök bocsánatát' (...)Emiatt hasonlítják össze Noé bárkájával, mivel pont mint az özönvíz alatt, mindenki elveszett aki nem volt a bárkában; szintúgy elvesznek most azok, akik nincsenek az egyházban."

## Pápai bullák, zsinati határozatok
- 1215, III. Ince pápa, IV. lateráni zsinat: "Egyetlen egyetemes egyháza van a híveknek, melyen kívül egyáltalán senki sem üdvözül."[18]
- 1302, VIII. Bonifác, Unam Sanctam: "Végezetül kijelentjük, állítjuk és kihirdetjük: mindenképpen szükséges az üdvözüléshez minden emberi teremtmény számára, hogy alárendeltje legyen a római pápának."[19]
- 1441, IV. Jenő, Cantate Domino bulla, firenzei zsinat: A római egyház erősen hiszi, vallja és hirdeti, hogy senki, aki nincs a katolikus egyházban, nemcsak a pogányok, hanem a zsidók, vagy eretnekek és szakadárok sem, nem lehet részese az örök életnek, hanem az örök tűzre fognak kerülni, „amely az ördögnek és az ő angyalainak készíttetett” (Mt 25,41), kivéve, hogyha életük befejezése előtt az egyházhoz csatlakoztak: az egyház testének az egysége pedig annyira erős, hogy csak a benne maradóknak szolgálnak üdvösségére az egyházi szentségek, és csak ezeknek számára teremnek örök jutalmakat a böjtölések, alamizsnálkodások és a jámborság többi művei, valamint a krisztusi katonáskodás gyakorlatai. Senki sem üdvözülhet, hacsak nem maradt meg a katolikus egyház oltalmában és a vele való egységben, bármekkora alamizsnákat adott, vagy akár ha vérét is ontotta Krisztus nevéért.[20]

## A keresztség nélküliek végzete
A keresztség a keresztelés megtörténtének pillanatában minden addigi bűnt eltöröl, így a lélek tisztán léphet be Isten egyháza tagjainak sorába. A keresztelést általában a pap végzi, de szükség esetén (például életveszélyben) bárki keresztelhet; amennyiben az egyház szándéka szerint teszi – vízzel háromszor meghinti a keresztelendő homlokát e szavak kíséretében: „Megkeresztellek téged az Atyának+ és Fiúnak+ és Szentlélek+ Istennek nevében, amen” – a keresztelés érvényes lesz.

### Hagyományos katolikus tanítás
Az egyházatyák és egyháztanítók egyértelműen hitték és hirdették, Jézus nyomán, aki maga szabta feltételül a keresztséget, hogy a keresztség elengedhetetlenül szükséges az üdvösséghez. 
"Aki hisz, és megkeresztelkedik, üdvözül, aki pedig nem hisz, elkárhozik." (Mk 16,16)
„Aki nem vízből és (Szent)lélekből születik, az nem megy be az Isten országába." (Jn 3:5)
A római katolikus egyház három kivételt ismer e szabály alól.
- Vágykeresztség: az illető vágyik rá hogy megkeresztelkedjék (=az egyház − ami egy, szent, katolikus és apostoli, miként írva vagyon az apostoli hitvallásban − része legyen) de korai halála megakadályozza. Ez esetben a szándék elegendő lehet. Ha az illető őszintén akarta, akkor szívében már az egyház tagja volt halála előtt.
- Vérkeresztség: az illető vágyik rá, hogy megkeresztelkedjék (=az egyház része legyen), de üldözés miatt vértanúságot szenved Jézus Krisztusért. Beda Venerabilis szavaival ez esetben saját vére szolgál keresztvízként.[22]
- Felelősségrevonhatatlan tudatlanság és legyőzhetetlen (vagy: leküzdhetetlen) tudatlanság: A római katolikus egyház kifejezetten tanítja, hogy "szükséges bizonyosnak tartani, hogy akik az igaz vallás ismeretének hiányában szenvednek, ha e tudatlanság legyőzhetetlen, e hiány dolgában nem lesznek bűnösek Isten szemében"[23] és "az egyházon kívül senki sem remélhet életet vagy megváltást, kivéve ha a tudatlanság, mely fölött nincsen hatalma, felmenti őt"[24] és "azok, akik legszentebb vallásunkat illetően legyőzhetetlen tudatlanságban szenvednek, és akik a természeti törvényt és annak az Isten által mindenkinek a szívébe vésett parancsait szorgosan megtartva és Istennek engedelmeskedni készen tisztes és igaz életet élnek, az isteni fényesség és kegyelem működő erejével képesek elnyerni az örök életet".[25]

A felelősségrevonhatatlan tudatlanség nem eszköze a megváltásnak. De ha az egyedi tudatlanságot nem lehet legyőzni (vagyis egyszerre felelősségrevonhatatlan és legyőzhetetlen), akkor nem gátolja a Krisztustól áradó kegyelmet, mely kegyelem kapcsolódik az egyházhoz, hogy megmentse az illetőt.
Aquinói Szent Tamás úgy tanította, hogy egy ilyen embernek az Isten halála előtt vagy a halála pillanatában tudomására hozhatja a katolikus hit igazságát, mely "hit nélkül lehetetlen Isten kedvére tenni" (Zsid. 11,6.), és ez magával vonja, mivel az ilyen ember minden bizonnyal nincs megkeresztelve, legalábbis a vágykeresztséget.
Hangsúlyozandó, hogy ezek kivételek, különleges esetek, a tanítás lényegét nem érintik.

## A missziók fontossága
A missziós tevékenység szerves része a hagyományos katolikus tanításnak. Jézus szavaival: „Menjetek el az egész világra, és hirdessétek az evangéliumot minden teremtménynek. Aki hisz és megkeresztelkedik, üdvözül, aki nem hisz, az elkárhozik." (Mk 16, 15-16) A II. vatikáni zsinat és a liberális modernizmus a missziós tevékenységről levette a hangsúlyt, a missziós kongregációkat mára egy kézen meg lehet számolni.
Az erről való hagyományos katolikus gondolkozásnak jó összefoglalóját adja Xavéri Szent Ferenc, a Távol-Kelet Védőszentje és a Missziók Védőszentje Indiából Szent Ignáchoz írott levelében:
„Ezen a vidéken sokan csak azért nem lesznek kereszténnyé, mert nincsen aki keresztényekké tegye őket. Nagyon sokszor eszembe jutnak az európai egyetemek, különösen a párizsi; szeretnék végigrohanni rajtuk, és válogatás nélkül szerte kiabálni, hogy azokat, akikben több a tudomány, mint a szeretet, így döbbentsem meg: »Jaj, a lelkek milyen nagy száma van kizárva a Mennyországból a ti bűnötök miatt, és jut kárhozatra!« […] Bárcsak ennek a feladatnak is annyira nekiveselkednének, mint a tanulmányaiknak. […] Bár ez a gondolat arra indítaná őket, hogy feledve egyéni kedvteléseiket meg a pusztán emberi dolgokat, mindenestül Isten útmutatására és döntésére bízzák magukat, és szívből így kiáltanának: »Itt vagyok, Uram! Mit akarsz, hogy cselekedjem? Küldj, ahová csak kívánod, akár még Indiába is!«”